# ミャゼディ碑文
ミャゼディ碑文（ミャゼディひぶん、ビルマ語: မြဇေတီ ကျောက်စာ）は、ミャンマーのバガン近郊で発見された石碑で、四面のそれぞれにパーリ語、ピュー語、モン語、ビルマ語で碑文が刻まれている。ビルマ語最古の碑文として有名である。
2015年にミャゼディ碑文はユネスコ記憶遺産に登録された。

## 概要
「ミャゼディ」とは、エメラルド（ミャ）のストゥーパ（ゼーディー）という意味で、バガンの南のミンカバー村にある同名のパゴダ付近で発見されたため、この名がある。ほとんど同じ内容の碑文が2つあり、1つめはスイスの考古学者でラングーン大学のパーリ語教授であったエーミール・フォルヒハマーによって1886-87年に、2つめは1904年に発見された。それぞれミャゼディ・パゴダとバガン考古学博物館に置かれている。
パガン王朝第3代の王であるチャンシッターの最晩年に、王子のラージャクマール（ヤーザクマー）によって造られた。一般には1112年か1113年に作られたとされる。これは碑文の中でチャンシッターの即位を仏暦1628年とし、王が28年在位したと述べていることを根拠にしている。
ピュー語以外のパーリ語・モン語・ビルマ語の3つの言語は、基本的に同じ文字で書かれている。現在のビルマ文字は円を基本にして構成されているが、ミャゼディ碑文の文字は角ばっていて、現在のビルマ文字とは大きく異なる。
ミャゼディ碑文はピュー語の解読のために重要な役割を果たした。

## 内容
チャンシッター王の死にのぞんで、ラージャクマールが黄金の仏像を造って王にささげたこと、寺院を建てて3つの村を寄進したことを記す。
ここで言われている寺院とは、ミャゼディ・パゴダの西隣にあるグービャウッジー寺院のことと考えられている。

## ギャラリー

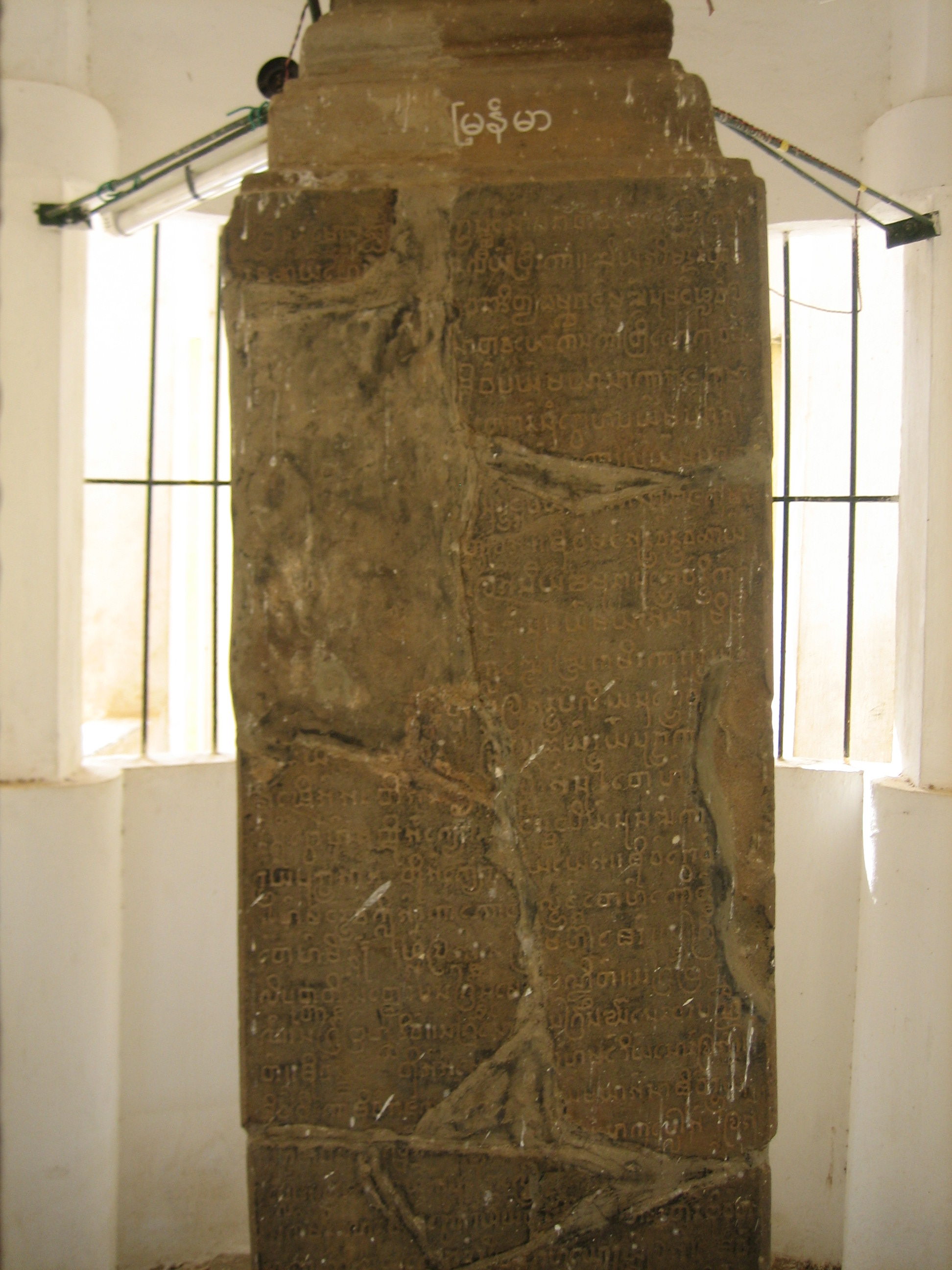
ビルマ語
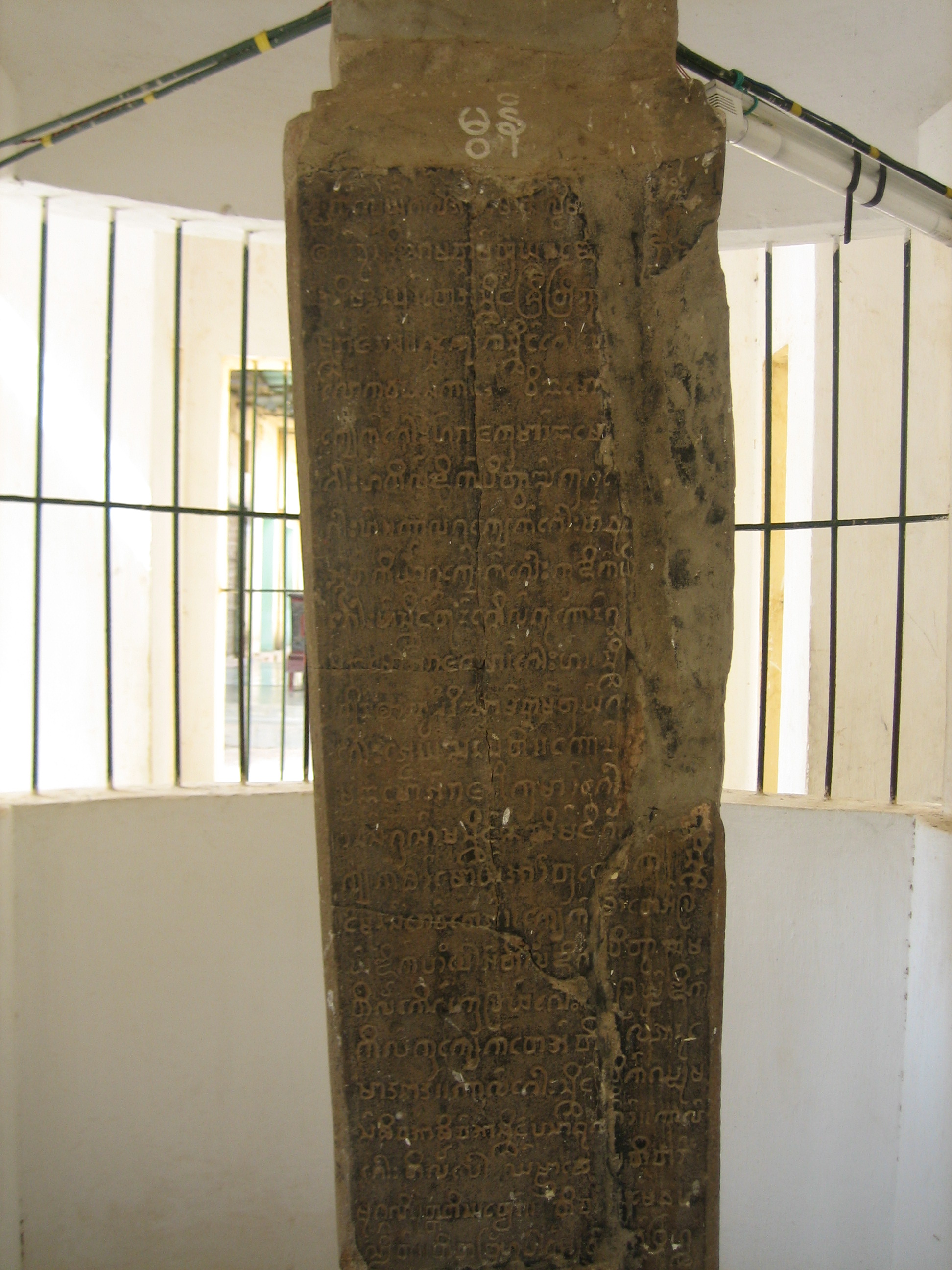
モン語
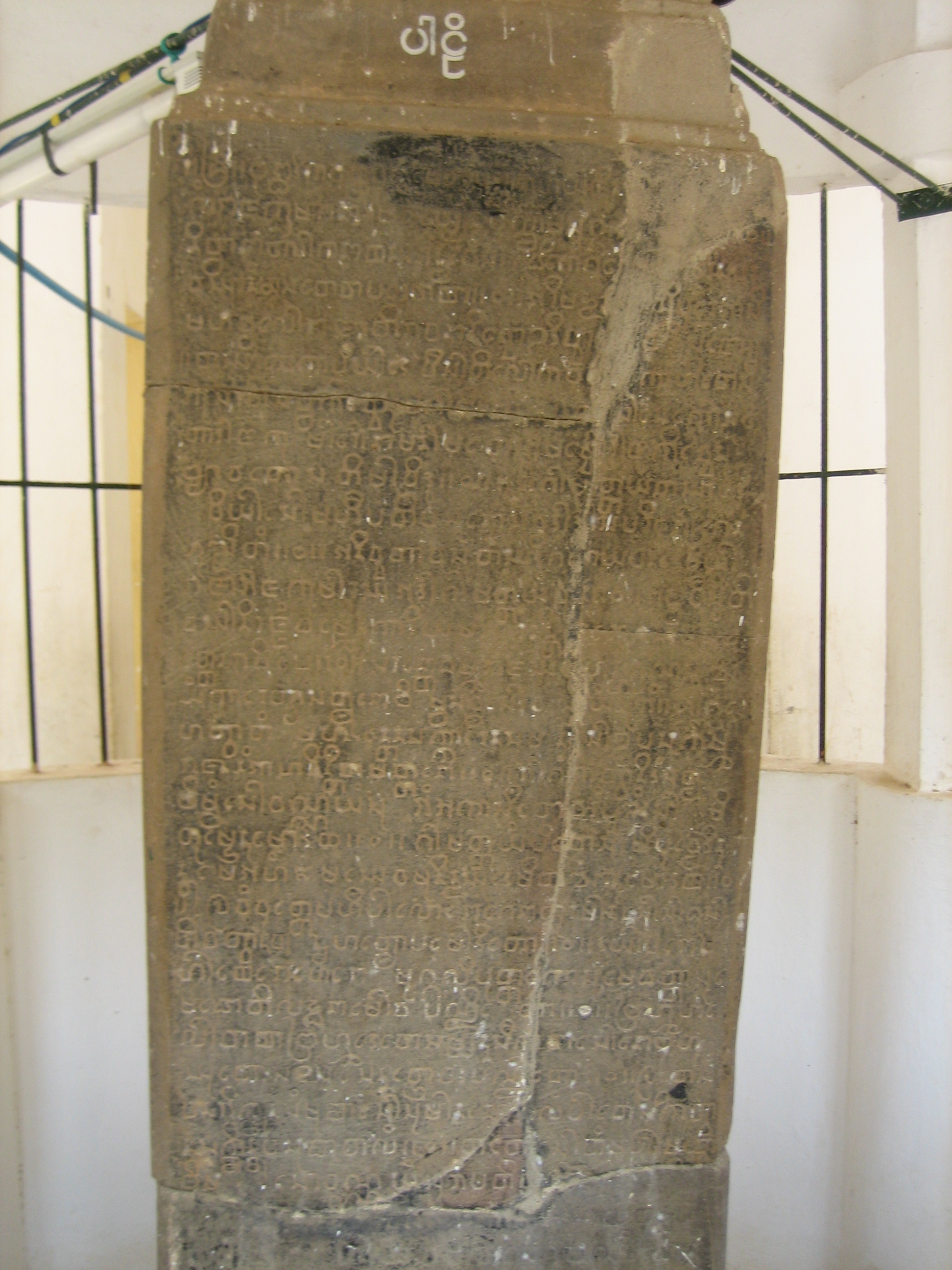
パーリ語
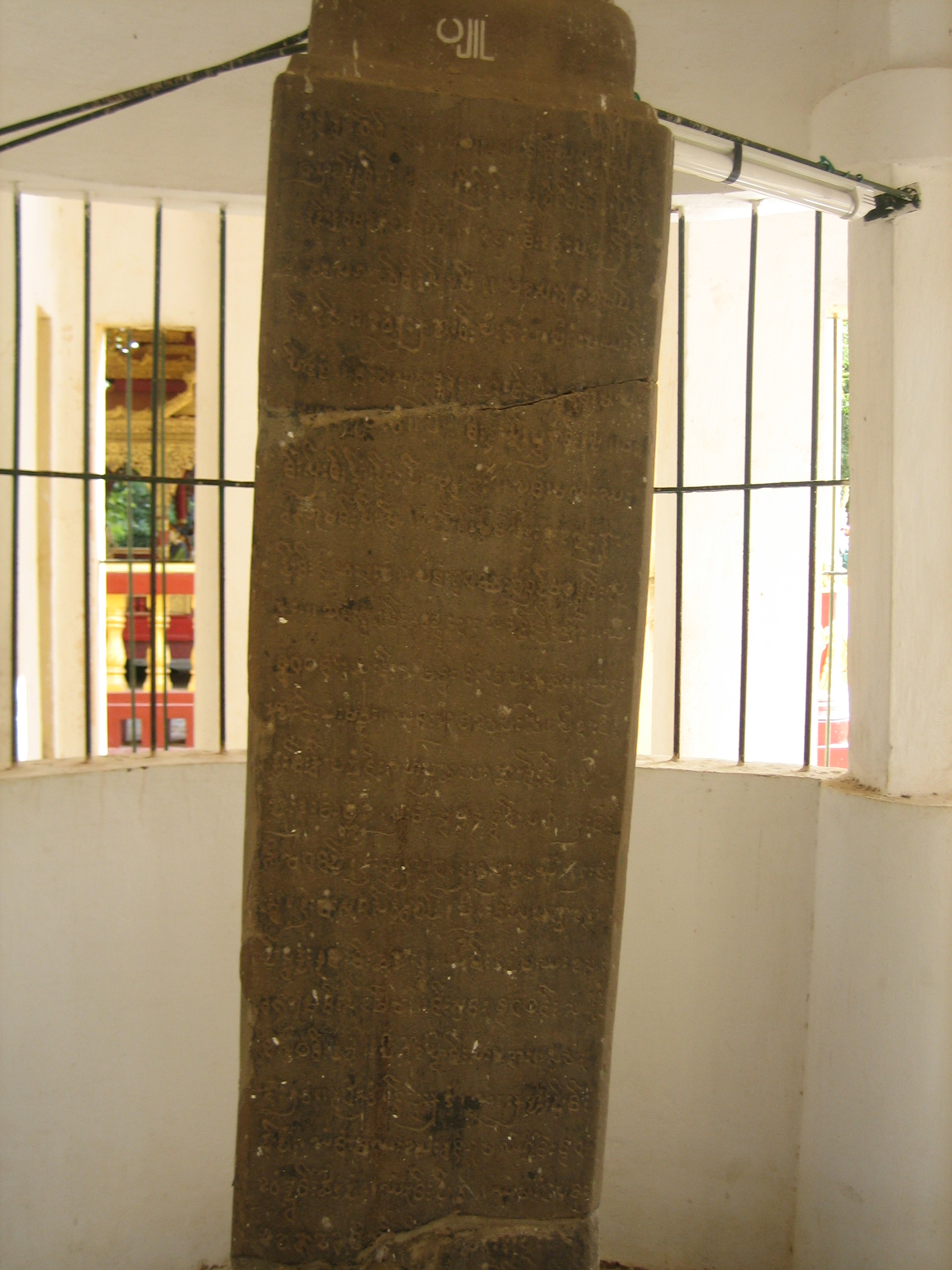
ピュー語